# Schwialppass
Der Schwialppass ist ein Pass im Kanton Schwyz, der zu Fuss und mit dem Mountainbike passierbar ist. Er liegt auf 1570 m. ü. M. und verbindet das hintere Ende des Wägitalersees mit Richisau im Klöntal (Kanton Glarus).
Ein Schwi bedeutet auf Schweizerdeutsch ein Schwein. Die Alpen beidseits des Schwialppasses werden im Sommer bewirtschaftet.